# جی. سی. دیگان
شرکت جی.سی. دیگان (به انگلیسی: .J.C. Deagan, Inc) یک شرکت سابق تولید آلات موسیقی است که از اواخر قرن نوزدهم تا اواسط قرن بیستم ساز تولید می‌کرد. این شرکت در سال ۱۸۸۰ توسط جان کالهون دیگان تأسیس شد و در ابتدا گلوکن‌اشپیل تولید می‌کرد.